# Bevarandestatus
Bevarandestatus för en grupp organismer (till exempel en art) visar om gruppen fortfarande är ännu existerande, och om så, hur sannolikt det är att gruppen kommer att dö ut inom en snar framtid. Vid bedömningen av bevarandestatus är det många faktorer som tas i beaktande: inte bara den sammantagna storleken på populationen, utan också den totala ökningen eller minskningen av antalet individer över tiden, avelsframgångar, kända hot, och så vidare.
Det mest kända listnings- och rankningssystemet för global bevarandestatus är den rödlistning som underhålls av Internationella naturvårdsunionen (IUCN). Detta system delar in arters bevarandestatus i åtta kategorier, från livskraftig till utdöd (se tabell), och inkluderar arter som klassats som utdöda sedan år 500 e.Kr.
Konventionen om internationell handel med hotade arter av vilda djur och växter, CITES, syftar till att säkerställa att internationell handel med exemplar av vilda djur och växter inte hotar deras överlevnad. 
I Europeiska unionen är EU Wildlife Trade Regulation en lagstiftning som ombesörjer genomförandet av CITES inom EU. NatureServe conservation status fokuserar på Latinamerika, USA, Kanada och Västindien, och har utvecklats över de senaste tre decennierna av forskare från NatureServe och The Nature Conservancy samt ett nätverk av naturarvsprogram och datacenter. NatureServe conservation status blir allt mer integrerat med IUCN rödlistningssystem. 